# Åländer Land
Das Åländer Land (schwedisch Ålands landsbygd) ist eine von drei Verwaltungsgemeinschaften (ekonomisk region) in der autonomen finnischen Provinz Åland.

## Gemeinden
Es umfasst die neun auf Ålands Hauptinsel Fasta Åland gelegenen Landgemeinden:
| Gemeinde   | Fläche in km² 1 | Einwohner 2 | Dichte (Einw./km²) |
| ---------- | --------------- | ----------- | ------------------ |
| Eckerö     | 107,72          | 0928        | 09                 |
| Finström   | 123,26          | 2.594       | 21                 |
| Geta       | 084,55          | 0499        | 06                 |
| Hammarland | 138,35          | 1.508       | 11                 |
| Jomala     | 142,55          | 4.757       | 35                 |
| Lemland    | 113,23          | 2.012       | 18                 |
| Lumparland | 036,35          | 0385        | 11                 |
| Saltvik    | 152,24          | 1.839       | 12                 |
| Sund       | 108,21          | 1.006       | 10                 |
| Gesamt     | 1.006,460.      | 15.5280     | 15                 |